# Punta Indio (município)
Punta Indio  é um partido (município) localizado na costa atlântica da província de Buenos Aires, na Argentina. Possuía, de acordo com estimativa de 2019, 10.521 habitantes.
Foi criado em 1994, pela excisão do partido Magdalena.
A subdivisão provinciana possui uma área de 1.610 km², sendo que sua capital é a cidade de Verónica, localizada a cerca de 140 km de Buenos Aires.

## Povoados
- Alvarez Jonte, 40 habitantes.
- Pipinas, 1.020 habitantes.
- Verónica, 5.772 habitantes.
- Punta Indio, 666 habitantes.